# Windows Live Writer
Windows Live Writer è un software desktop client appartenente alla famiglia di servizi Windows Live, sviluppato da Microsoft, e dedicato al blog editing. Comparso nella sua prima versione nell'agosto 2006, questa applicazione WYSIWYG è compatibile con numerose piattaforme di web blogging, e semplifica in maniera consistente le operazioni di stesura e di inserimento dei post all'interno del proprio spazio personale.

## Caratteristiche
Windows Live Writer si presenta come un software completo e versatile, in grado di guidare l'utente in modo chiaro e semplice nella stesura dei post del proprio blog. In dettaglio, ecco le principali funzioni:
- Download automatico del template per fornire un'anteprima reale dei messaggi che verranno pubblicati sul blog
- Supporto per codice HTML
- Supporto semplificato per l'inserimento delle immagini
- Integrazione delle mappe di Windows Live Local
- Supporto per il tagging

Microsoft ha inoltre sviluppato un kit SDK (Windows Live Writer SDK) che permette di ampliare le funzionalità del programma con la creazione di plug-in e add-on.

## Supporto
Windows Live Writer supporta al momento le seguenti piattaforme di web blogging:
- Windows Live Spaces (chiuso)
- Blogger
- LiveJournal
- TypePad
- WordPress

Inoltre, sono supportati tutti i blog che supportano RSD (Really Simple Discoverability), Metaweblog API e Moveable Type API.